# Lopinavir/ritonavir
Lopinavir/ritonavir (LPV/r), được bán dưới tên biệt dược Kaletra cùng một số tên khác, là một loại công thức phối hợp liều cố định để điều trị và phòng ngừa nhiễm HIV/AIDS. Loại thuốc này là sự kết hợp của lopinavir và ritonavir ở liều thấp. Chúng thường được khuyến cáo sử dụng với các thuốc kháng retrovirus khác. Dược phẩm này có thể được sử dụng để phòng ngừa sau khi bị vật nhọn đâm qua da hoặc các dạng phơi nhiễm tiềm năng khác. Chúng được uống dưới dạng viên nén, viên con nhộng hoặc dạng dung dịch.
Các tác dụng phụ thường gặp bao gồm tiêu chảy, nôn mửa, cảm thấy mệt mỏi, đau đầu và đau cơ. Tác dụng phụ nghiêm trọng có thể có như viêm tụy, các vấn đề về gan và lượng đường trong máu cao. Thuốc thường được sử dụng trong thai kỳ và có vẻ là an toàn. Cả hai loại thuốc này đều là thuốc ức chế protease HIV. Vai trò của ritonavir bằng cách làm chậm sự phân hủy của lopinavir.
Công thức thuốc phối hợp lopinavir/ritonavir đã được phê duyệt để sử dụng tại Hoa Kỳ vào năm 2000. Nó nằm trong danh sách các thuốc thiết yếu của Tổ chức Y tế Thế giới, tức là nhóm các loại thuốc hiệu quả và an toàn nhất cần thiết trong một hệ thống y tế. Chi phí bán buôn ở các nước đang phát triển là 18,96 đến 113,52 một tháng. Tại Hoa Kỳ, thuốc này không có sẵn dưới dạng thuốc gốc và chi phí là hơn 200 USD cho một tháng sử dụng, tính đến năm năm 2016.